# Scaled Composites Stratolaunch
Die Scaled Composites Model 351 Stratolaunch, auch Roc genannt (nach dem Fabelvogel Roch), ist ein vom US-amerikanischen Unternehmen Scaled Composites in Mojave gebautes und von Stratolaunch Systems betriebenes Flugzeug, das als Startplattform für Trägerraketen und Raumgleiter vorgesehen ist. Auf die Flügelspannweite bezogen ist es das größte bisher gebaute Flugzeug. Der Erstflug fand am 13. April 2019 statt. Ein Serienbau ist nicht geplant.

## Geschichte
Für den Bau des Flugzeugs kaufte das Unternehmen von United Airlines zwei gebrauchte Boeing 747-400 der Spezifikation 747-422 (Reg.: N198UA, MSN: 28716, Line No.: 1124 sowie Reg.: N196UA, MSN: 28715, Line No.: 1120), von denen diverse Systeme wie Triebwerke, Cockpit, Fahrwerke, Hydraulik und Elektrik übernommen wurden.
Nach dem Rollout am 31. Mai 2017 erfolgten ab Dezember 2017 Rollversuche mit bis zu 74 km/h Geschwindigkeit. Danach sollten weitere Rolltests mit bis zu 222 km/h stattfinden.
Der Erstflug fand am 13. April 2019 statt. Das Flugzeug startete um 06.58 PDT (UTC−7) von der Startbahn 12/30 des Mojave Air & Space Port, Kalifornien, flog 2,5 Stunden, erreichte dabei eine Maximalgeschwindigkeit von 189 mph (304 km/h) und Höhen von bis zu 17.000 ft (etwa 5200 m) und landete wieder.
Als der Firmengründer von Stratolaunch Systems, Paul Allen, im Oktober des Jahres 2018 verstarb und keine finanzielle testamentarische Verfügung zugunsten des Stratolaunch-Projekts hinterließ, war dessen Zukunft unklar. Die Pläne des Betreibers Scaled Composites zur Entwicklung einer eigenen Trägerrakete wurden aufgegeben, und wenig später auch die ersatzweise Nutzung von Raketen des Typs Pegasus-XL, von denen man bis zu drei Stück gleichzeitig in einem Flug starten wollte. Scaled Composites wurde im Oktober 2019 an einen ungenannten neuen Eigentümer verkauft. Seitens des Unternehmens wurde in einem Statement erklärt, dass der Betrieb fortgeführt werde.
Mitte August 2020 begann die Vorbereitung von Testflügen für ein neues Einsatzgebiet. Bis zu drei bei Stratolaunch entwickelte unbemannte Hyperschall-Forschungsflugzeuge Talon-A sollen dabei auf Ausklinkhöhe getragen werden. Nach Rolltests wurde Ende April 2021 die Flugerprobung in Mojave mit einem dreistündigen Flug wieder aufgenommen. Im Mai 2023 erfolgte der erste Abwurf einer Talon-A, gleichzeitig war es der elfte Flug für die Roc. Für den Spätsommer 2023 war der erste Hyperschallflug geplant, dieser fand dann aber tatsächlich erst am 9. März 2024 statt, wobei der Flugkörper über dem Pazifik in rund 6.800 Metern Höhe ausgeklinkt wurde und eine Geschwindigkeit von knapp Mach 5 erreichte. Nach Brennschluss flog der Talon-A noch für rund fünf Minuten weiter und stürzte dann wie geplant in den Pazifik.

## Konstruktion
Die Scaled Composites Model 351 ist ein Doppelrumpfflugzeug mit zwei weitgehend symmetrischen Rümpfen mit Kreuzleitwerken. Das gebaute Trägerflugzeug weist zwei identische Vorderrümpfe mit Cockpitfenstern auf, wobei sich das eigentliche Cockpit im rechten Rumpf befindet. Die Rümpfe bestehen aus leichten Verbundwerkstoffen und sind lediglich durch das Tragflügelmittelteil miteinander verbunden; die Höhenruderflossen haben – im Gegensatz zu den meisten anderen Doppelrumpfkonstruktionen – keine Verbindung untereinander. Ursprünglich sollte die Maschine im rechten Rumpfvorderteil einen erhöht angebrachten Cockpitbereich ähnlich dem der Boeing 747 erhalten.
Die ungepfeilte Tragfläche hat eine hohe Streckung und im Mittelteil einen rechteckigen Grundriss, während die Außenflügel von den Triebwerken nach außen leicht trapezförmig sind. Angetrieben wird das Flugzeug von sechs Pratt-&-Whitney-PW4056-Turbofan-Triebwerken, von denen jeweils drei einzeln an Pylonen nebeneinander an den Außenflügeln angeordnet sind.
Das einziehbare Fahrwerk besteht pro Rumpf aus je drei hintereinander angeordneten Hauptfahrwerksbeinen von der Boeing 747 mit jeweils vier Rädern sowie jeweils einem lenkbaren Bugfahrwerksbein pro Seite.
Das Einsatzkonzept sieht vor, die zu startende Rakete als Außenlast zentral unter dem Mittelflügel mitzuführen und bei Erreichen des Startortes auszuklinken, wobei nach einigen Sekunden Freifall in horizontaler Fluglage der Raketenantrieb gezündet wird.
Die Scaled Composites Stratolaunch hat eine Länge von 73 m und eine Flügelspannweite von 117 m. Der Einsatzradius beträgt ca. 2400 km bis zum Erreichen des Raketenstartpunkts. Alternativ beträgt die Reichweite beim Frachttransport maximal ca. 9200 Meilen (ca. 15.000 Kilometer). Das System benötigt eine Startbahnlänge von mindestens 3660 m.

## Technische Daten
| Kenngröße             | Daten (Leistungsdaten errechnet)              |
| --------------------- | --------------------------------------------- |
| Besatzung             | 3 (2 Piloten und 1 Flugingenieur)             |
| Länge                 | 238 ft (73 m)                                 |
| Spannweite            | 385 ft (117 m)                                |
| Höhe (Leitwerk)       | 50 ft (15 m)                                  |
| Flügelfläche          |                                               |
| Leermasse             |                                               |
| max. Startmasse       | 1.300.000 lb (ca. 590.000 kg)                 |
| Nutzlast              | 550.000 lb (ca. 249.000 kg)                   |
| Antrieb               | sechs Strahltriebwerke Pratt & Whitney PW4056 |
| Höchstgeschwindigkeit |                                               |
| Reisegeschwindigkeit  |                                               |
| Dienstgipfelhöhe      | 35.000 ft (ca. 11.000 m)                      |
| Reichweite            | ca. 15.000 km                                 |

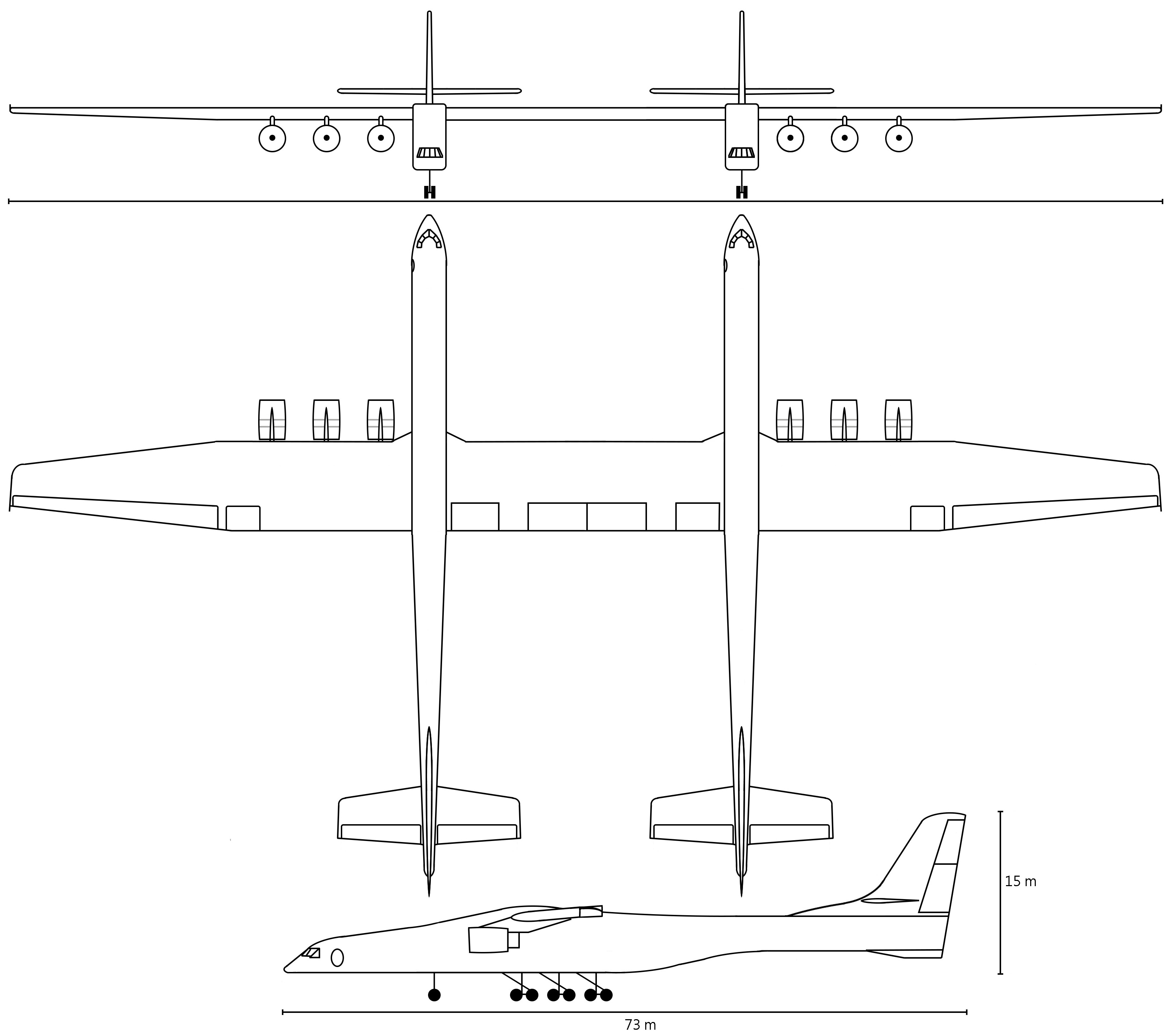
Dreiseitenriss

Vergleich der Scaled Composites Stratolaunch mit anderen Großflugzeugen:
,,,,

Mit 117 Metern Spannweite übertrifft die Scaled Composites Stratolaunch das Flugboot Hughes H-4 Hercules („Spruce Goose“), das bis dahin mit rund 98 Metern den Rekord gehalten hatte.
Roc ist laut seinem Konstrukteur das Flugzeug mit dem höchsten Gesamtschub, jedoch nicht so schwer wie das Transportflugzeug Antonow An-225.